# Blair Kamin
Blair Kamin foi o crítico de arquitetura do Chicago Tribune, por 28 anos, de 1992 a 2021. Kamin teve outros empregos no Chicago Tribune e anteriormente trabalhou para o The Des Moines Register. Ele também atua como editor colaborador da Architectural Record. Ele ganhou o Prêmio Pulitzer de Crítica em 1999, por um conjunto de  trabalhos destacado por uma série de artigos sobre os problemas e as promessas do maior espaço público de Chicago, a beira do lago . Ele recebeu várias outras homenagens, escreveu livros, deu muitas palestras e serviu como crítico visitante em escolas de arquitetura, incluindo a Escola de Graduação em Design da Universidade de Harvard .

## Trabalhos selecionados
- Kamin, Blair (15 de junho de 2003). Why Architecture Matters: Lessons from Chicago. [S.l.]: University of Chicago Press. ISBN 0-226-42322-0. Consultado em 16 de julho de 2010
- Terror and Wonder: Architecture in a Tumultuous Age (University of Chicago Press, 2010)ISBN 978-0-226-42311-1